# RETNLB
RETNLB (англ. Resistin like beta) – білок, який кодується однойменним геном, розташованим у людей на короткому плечі 3-ї хромосоми.  Довжина поліпептидного ланцюга білка становить 111 амінокислот, а молекулярна маса — 11 730.
| 10         |  | 20         |  | 30         |  | 40         |  | 50         |
| ---------- |  | ---------- |  | ---------- |  | ---------- |  | ---------- |
| MGPSSCLLLI |  | LIPLLQLINP |  | GSTQCSLDSV |  | MDKKIKDVLN |  | SLEYSPSPIS |
| KKLSCASVKS |  | QGRPSSCPAG |  | MAVTGCACGY |  | GCGSWDVQLE |  | TTCHCQCSVV |
| DWTTARCCHL |  | T          |  |            |  |            |  |            |

A: Аланін

C: Цистеїн

D: Аспарагінова кислота

E: Глутамінова кислота

G: Гліцин

H: Гістидин

I: Ізолейцин

K: Лізин

L: Лейцин

M: Метіонін

N: Аспарагін

P: Пролін

Q: Глутамін

R: Аргінін

S: Серин

T: Треонін

V: Валін

W: Триптофан

Кодований геном білок за функцією належить до гормонів. 
Задіяний у такому біологічному процесі як поліморфізм. 
Секретований назовні.